# Tarragona Automobilista (1931)
Tarragona Automobilista fou una revista nascuda a Tarragona l'1 de maig de 1931. Portaveu de la «Germandat de Xofers Germanor» de la ciutat. La seva periodicitat era mensual i l'últim número es va publicar l'1 de juliol de 1931.

## Història
La revista Tarragona Automobilista, era una revista mensual, dirigida per Bernabé Bernabé, que a la vegada era secretari de la mutualitat: «Montepius de Xofers Germanor». L'Administració i redacció es trobava a la Rambla de Sant Carles, 19, baixos i era impresa a Tarragona als Tallers Tipogràfics "Gràfiques Forés", del carrer August, 11.
Era una revista bilingüe: català / castellà, però majoritàriament estava escrita en català.
El Consell de redacció estava format per: Bernabé Bernabé, Enric Sans, Antoni Domingo, Francesc Escoda, Manuel Cortijo i Josep Roca. S'hi publicaven articles d'altres autors, com per exemple, Pierre Latecier, autor de l'article "Guía práctica del automobilista".
De clar matís social, tenia per objectiu donar orientació als xofers, estat de comptes, disposicions en general que els pogués afectar, reglament, impostos a pagar o les tarifes a cobrar, així com notícies d'interès general. Entre els seus lectors potencials hi trobaríem, també, mecànics, transportistes i la mateixa burgesia.A la secció "Pòrtic" diu:
| «                                                  | ...que el MONTEPIO GERMANOR, i amb nom d'ell la Junta directiva, tingui un medi per a poguer dialogar amb tots els associats | » |
| — Redacció, Pòrtic. Tarragona Automobilista, núm.1 | |   |

| «                                                            | TARRAGONA AUTOMOBILISTA té com a única i especial missió defensar i impulsar la obra social del Montepio de xófers de Tarragona (...). Pretenem que tots els amics i companys del volant vinguin amb nosaltres, si creuen que la nostra obra és de profit. (...) Amics i companys del volant: la unió fa la forsa, i la forsa és la raó de la unió. | » |
| — Bernabé Bernabé, Salutació. Tarragona Automobilista, núm.1 | |   |

Es distribuïa entre els socis de la mutualitat. Geogràficament parlant, la seva àrea de difusió se cenyiria a Tarragona, encara que també servia per fer intercanvi amb altres revistes d'arreu del país. El nombre de lectors, no seria molt elevat, dit nombre estava relacionat directament amb el nombre de cotxes que hi havia a Tarragona en aquella època.
Resulta interessant a nivell històric per conèixer un aspecte social com és la introducció del transport en el medi urbà i la seva incidència.
Els temes més tractats a les seves pàgines eren: l'automòbil i tot allò que hi estava relacionat com podia ser: el codi de circulació, mecànica i la conservació del cotxe. Incloïa publicitat, molts anuncis tenien com a eix central l'automòbil tractat des de diversos punts de vista: venta, lloguer i reparació.
La col·lecció consta de tres números, l'últim publicat l'1 de juliol de 1931, fou un número extraordinari, dedicat a les festes de Sant Cristòfol, patró dels conductors.
A la Biblioteca Hemeroteca Municipal de Tarragona es conserva part de la col·lecció digitalitzada.

## Aspectes tècnics
Els exemplars presentaven el següent format: 12 pàgines de 27,6 x 21,5 cm a dues columnes de 8,1 cm cadascuna i coberta a dues tintes. El núm.3 fou un número extraordinari i constà de 35 pàgines.
La capçalera mesurava: 8,3 x 17,2 cm. Hi apareixia el lema: "Portaveu del Montepio de Xofers Germanor" i el dibuix d'una roda, dins de la qual hi havia les lletres M (Montepio), CH (Chofers) i G (Germanor). Darrera de la roda hi ha la Tau (T), símbol de Tarragona.